# Oro e orpello
Oro e orpello è una novella scritta da Jacopo Turco, alias della scrittrice trentina Giulia Turco Turcati Lazzari e pubblicata nel 1899 nella Rivista per le signorine.
L'opera è pubblicata con lo pseudonimo maschile Jacopo Turco che la scrittrice usava per firmare molti suoi lavori.

## Edizioni
- 1ª edizione: 1899, Milano, Cogliati.